# Edough
Edough är en bergstopp i Algeriet.   Den ligger i provinsen Annaba, i den norra delen av landet, 400 km öster om huvudstaden Alger. Toppen på Edough är 1 008 meter över havet.
Terrängen runt Edough är huvudsakligen kuperad. Edough är den högsta punkten i trakten. Runt Edough är det tätbefolkat, med 476 invånare per kvadratkilometer. Närmaste större samhälle är Annaba, 13,4 km öster om Edough. I omgivningarna runt Edough växer i huvudsak städsegrön lövskog.